# Bottenstämpel

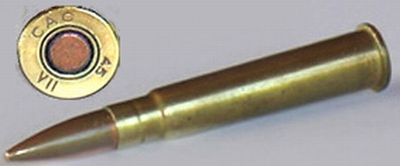
Bottenstämpeln på denna .303 British visar att den är tillverkad av Colonial Ammunition Company (CAC) på Nya Zeeland 1945 och att det är en Mk.VII (dvs med spetskula och laddad med kordit.

Bottenstämpeln är en stämpel i botten av en patronhylsa. Den har oftast till syfte att identifiera tillverkaren och kalibern. På militär ammunition saknas oftast kaliberangivelsen men istället finns tillverkningsåret där. För svensk militär ammunition och för ammunition som tillverkats i länder tillhörande Warszawapakten är tillverkaren vanligen utskriven i form av en sifferkod.
Till exempel betyder 070 att patronen är tillverkad i ammunitionsfabriken i Karlsborg.